# Râul Arcuș
Râul Arcuș este un curs de apă, afluent al râului Olt.  Se formează la confluența brațelor Pârâul Mare și Pârâul Umbros.

## Hărți
- Harta județului Covasna
- Harta Munții Bodoc-Baraolt  Arhivat în 29 ianuarie 2014, la Wayback Machine.